# U-903
Unterseeboot 903 foi um submarino alemão do Tipo VIIC, pertencente a Kriegsmarine que atuou durante a Segunda Guerra Mundial.

## Comandantes
| Comandante            | Data                                           |
| --------------------- | ---------------------------------------------- |
| Oblt. Hans Hellmann   | 4 de setembro de 1943 - 14 de dezembro de 1943 |
| Oblt. Otto Fränzel    | 15 de dezembro de 1943 - 24 de abril de 1945   |
| Kptlt. Otto Tinschert | 25 de abril de 1945 - 3 de maio de 1945        |

## Subordinação
Durante o seu tempo de serviço, esteve subordinado às seguintes flotilhas:
| Período                                         | Flotilha                                 |
| ----------------------------------------------- | ---------------------------------------- |
| 4 de setembro de 1943 - 19 de fevereiro de 1945 | 23. Unterseebootsflottille (treinamento) |
| 20 de fevereiro de 1945 - 3 de maio de 1945     | 31. Unterseebootsflottille (treinamento) |